# Tomaszkowo
Tomaszkowo (niem. Thomsdorf) – wieś w Polsce, położona w województwie warmińsko-mazurskim, w powiecie olsztyńskim, w gminie Stawiguda, nad jeziorem Wulpińskim. W latach 1975–1998 miejscowość administracyjnie należała do województwa olsztyńskiego. Tomaszkowo znajduje się na historycznej Warmii.

## Integralne części wsi
| SIMC    | Nazwa     | Rodzaj    |
| ------- | --------- | --------- |
| 0489076 | Zofijówka | część wsi |

## Historia
Tomaszkowo jest jedną z najstarszych miejscowości założonych w okolicach Olsztyna, na terenie pruskiego terytorium Bertingen. Na pograniczu ziem Bertingen i Gudikus, pomiędzy dzisiejszymi wsiami Tomaszkowo i Naterki, znajdowało się pruskie centrum kultowe ze świętym gajem. Ziemie te w I połowie XIV wieku zostały włączone do Warmii.
Pierwotnie Tomaszkowo składało się z dwóch wsi: Hilgensee (Święte Jezioro, później Heiligensee), którą lokował na prawie pruskim na 30 włókach warmiński wójt krajowy Bruno von Luter w 1345 roku (nadanie otrzymali Prusowie Mileschen i Wyndichen) oraz właściwego Tomaszkowa (Thomsdorf), lokowanego na 33 włókach w 1349 roku dla Prusów, braci imieniem Mileszen i Wolfhaim (wg innego źródła w 1349 r. kapituła przekazała sołtysom: Piotrowi i Tomaszowi wieś Tomaszkowo, która połączyła się z Heiligensee). W 1363 roku kapituła warmińska włączyła Heiligensee do Tomaszkowa i nadała wsi prawo chełmińskie, ale jeszcze w 1567 r. obok nazwy Tomaszkowo dodawano nazwę Heiligensee. W połowie XVI w. Tomaszkowo miało 54 włóki.
Tomaszkowo było wsią w komornictwie olsztyńskim, należącym do kapituły warmińskiej we Fromborku. Z racji pełnienia urzędu administratora (zobowiązanego do zarządzania całością dóbr kapituły) 4 maja 1518 wieś odwiedził Mikołaj Kopernik. Kopernik w tym czasie prowadził akcję osadniczą i zapisał w rękopisie Lokacji łanów opuszczonych: „Tomaszkowo. Hans Klauke, od dawna niezdolny do pracy, mając 2 łany, z których był obowiązany płacić dziedziczną opłatę kościołowi w Bartągu, sprzedał je za moim pozwoleniem Szymonowi Stoke”.
W czasie wojen pierwszej połowy XVII w. wieś została wyludniona. W 1634 roku (po pierwszej wojnie szwedzkiej) z uprzednio zasiedlonych 51 włók aż 24 było opustoszałych. Do wojny szwedzko-branderbursko-polskiej zdołano zagospodarować jedynie 6 włók. Ziemie te zostały ponownie zasiedlone dopiero pod koniec XVII w.
W czasach historycznych w Tomaszkowie uprawiano dużo lnu i chmielu. Wieś słynęła z pięknych wyrobów tkackich i przędzalniczych. We wzornictwie dominowały ryby, ptaki i kwiaty.
Tomaszkowo od początku lokacji należało do parafii w Bartągu.
Od XVI w przeważała ludność polska, Warmiacy. W tym czasie w Tomaszkowie wymieniana jest rodzina Lapka oraz sołtysi: Wrobel, i Poposa. Na początku XVII w. wymieniani są sołtysi: Kłobuk (Kłobuszyński), Falaszek. Karczma w Tomaszkowie była w posiadaniu właścicieli majątku Gągławki (Jan Godlewski, później Bogusław Domaradzki).

## Ludzie związani z miejscowością
- Paweł Turowski, poeta Jakub Mayska (ur. przed 1840, zmarł w 1900 w Tomaszkowie, gdzie był rolnikiem).
- Franciszek Boenigk (1888-1925, bibliotekarz Towarzystwa Czytelni Ludowych, propagator książki polskiej, działacz plebiscytowy), urodził się w Tomaszkowie
- Jan Boenigk (1903-1982, nauczyciel, założyciel pierwszej szkoły polskiej na Mazurach Piastyny k. Szczytna), urodził się w Tomaszkowie.